# Lago Big Stone
O lago Big Stone (em inglês:  Big Stone Lake, lit. 'lago [da] Grande Pedra') é um lago (e albufeira) de água doce dos estados de Dakota do Sul e Minnesota. nos Estados Unidos. Com forma longa e estreita, define a fronteira estatal entre o oeste do Minnesota e o nordeste da Dakota do Sul. O lago cobre uma área de 51 km², estendendo-se por 42 km de extremo a extremo, com largura média de 1,6 km, e o seu ponto mais baixo está na Dakota do Sul, a uma altitude de 294 m. O lago Big Stone é o ponto mais baixo deste último estado e a fonte do rio Minnesota, que depois percorre 534 km até desembocar no rio Mississippi.

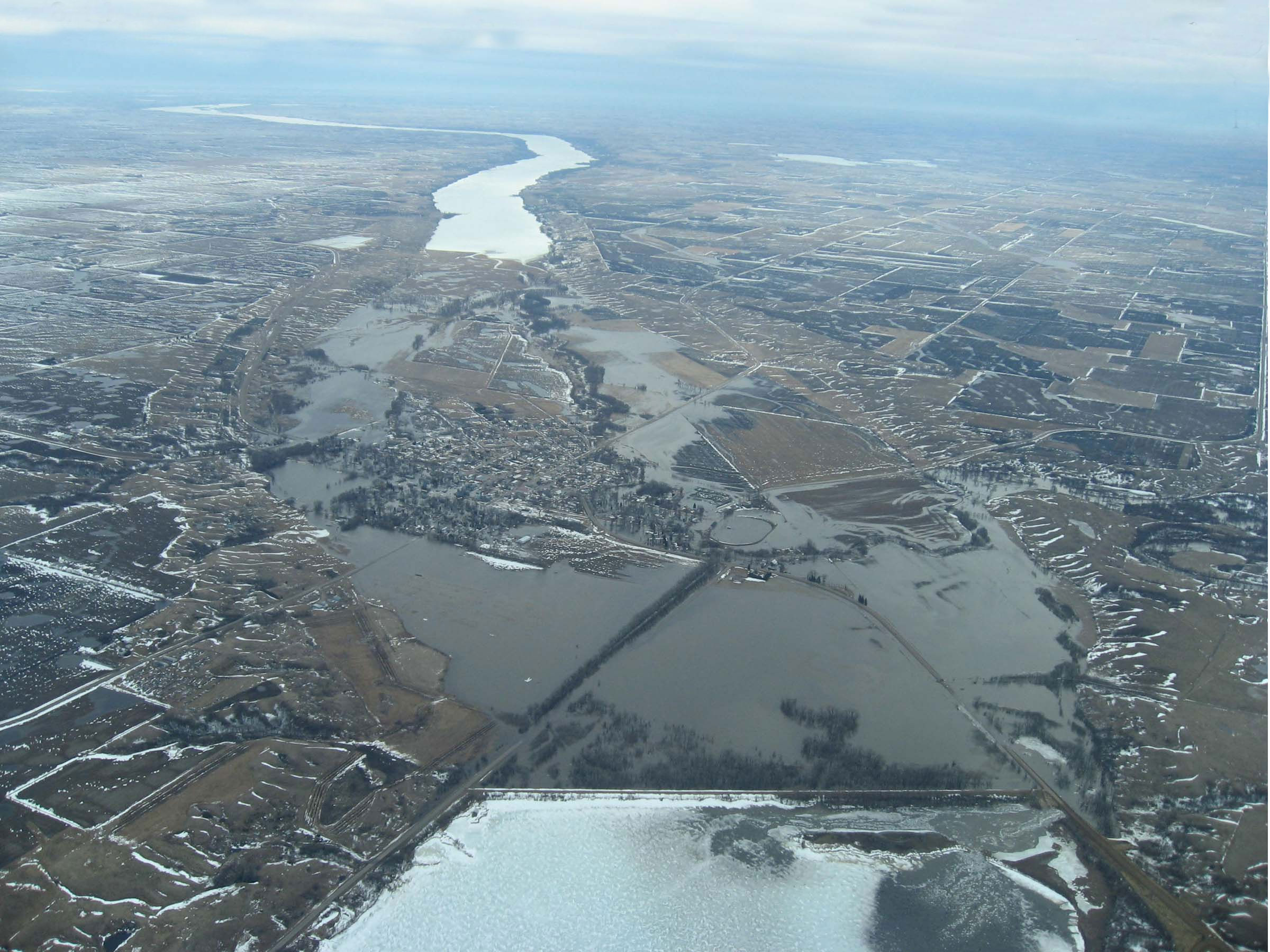
Fotografia aérea que mostra a Traverse Gap e as inundações em Browns Valley (MN) a partir do lago Traverse ainda coberto de gelo (parte inferior); a sul o lago Big Stone (parte superior). Vê-se a inundação entre bacias: o rio Little Minnesota, que tem origem na bacia do Mississippi, entra no Traverse Gap vindo de oeste (direita) e flui para sul até ao lago Big Stone, inundando a brecha e Browns Valley (centro); na parte inferior direita, as águas cruzam a divisória continental desaguando no lago Traverse, parte da bacia da Baía de Hudson.

O caudal efluente do lago até ao rio Minnesota é regulado pela barragem Big Stone Lake (Big Stone Lake Dam), construída em 1937 e situada no extremo sul do lago. Embora modesta, a barragem controla uma capacidade máxima de 252.86 hm³. A barragem é propriedade e do estado do Minnesota e é gerida por este.
O lago é alimentado, no extremo norte, pelo rio Little Minnesota, que flui através do Traverse Gap. O Big Stone foi formado no final da última idade do gelo, quando o lago glacial Agassiz drenou através da brecha no pré-histórico rio Glacial Warren. O vale desse rio agora é ocupado pelo lago Big Stone. O lago é referido na edição de 1757 do mapa de Mitchell como «L. Tinton», em referência aos lakota, também conhecidos como Tetonwan («habitantes da pradaria»). O lago Big Stone foi designado assim devido aos afloramentos de rocha nas proximidades.
Na região do lago foram fundados dois parques estatais: o parque estatal Big Stone (Big Stone Lake State Park), no Minnesota, e o parque estatal Hartford Beach (Hartford Beach State Park), na Dakota do Sul. Ambos os parques proporcionam instalações para piqueniques, cais de botes e lanchas, trilhos para caminhada e lugares de campismo. Um centro educativo no lago pertence ao parque estatal do Minnesota. Também há várias estâncias de férias nas margens do lago. Os visitantes são atraídos pelo lago especialmente pela pesca: Sander vitreus, lúcio-europeu e bluegills (Lepomis macrochirus) são peixes muito populares entre os pescadores, e o lago tem mais de outras 30 espécies. Há 12 acessos públicos para a pesca. O lago é abastecido uma vez em cada dois anos com 7 milhões de alevins de lúcio-perca (Sander lucioperca).
As comunidades de Ortonville (Minnesota) e Big Stone City (Dakota do Sul), ficam no extremo sul do lago; Browns Valley (no Minnesota) fica no extremo norte.